# Lesley-Anne Down
Lesley-Anne Down (Wandsworth (Londen), 17 maart 1954) is een Brits actrice.

## Loopbaan
Op haar tiende begon Down met acteren en als model. Op haar 15de won ze verschillende schoonheidswedstrijden en werd ze verkozen tot de mooiste Britse tiener. Van 1973 tot 1975 speelde Down Georgina Worsley in de populaire Britse serie Upstairs, Downstairs. Ze speelde verder nog in films als The Pink Panther Strikes Again, A Little Night Music en Hanover Street. Ze speelde ook in miniserie The Hunchback of Notre Dame. Een van haar bekendste rollen is die van Madeline Fabray in miniserie North and South over de Amerikaanse Burgeroorlog. Ze had een eenmalige gastrol in een aflevering van de comedyserie The Nanny en vertolkte de rol van Stephanie Rogers in het dertiende seizoen van de populaire serie Dallas.
Down kreeg soapervaring bij de serie Sunset Beach, waarin ze Olivia Richards speelde van het begin van de serie in 1997 tot het einde in 1999.
In 2003 maakte ze haar opwachting in populaire soapserie The Bold and the Beautiful. Hierin speelt ze Jacqueline Payne of kortweg Jackie. Ze is een oude liefde van Massimo Marone en heeft een zoon met hem, Dominick (Jack Wagner). Eind 2005 sloot ze een nieuw contract voor drie jaar met het programma.
Down is drie keer getrouwd en heeft twee zoons, Jack en George-Edward.
In 2005 won ze een Gouden Roos voor beste soapactrice.

## Filmografie

### Televisie
- Six Dates with Barker, als Cheeky (1 afl., 1971)
- Out of the Unknown, als Diana Carver (1 afl., 1971)
- Public Eye, als Anne Biddersloe (1 afl., 1971)
- From Beyond the Grave (1973), als Rosemary Seaton
- Bedtime Stories, als Monica (1 afl., 1974)
- The Sweeney, als Caroline Selhurst (1 afl., 1975)
- Upstairs, Downstairs, als Georgina (22 afl., 1973-1975)
- When the Boat Comes In, als Jane Cromer (1 afl., 1976)
- Play of the Month, als Ellie Dunn (1 afl., 1977)
- Supernatural, als Felizitas (1 afl., 1977)
- The One and Only Phyllis Dixey (1978), als Phyllis Dixey
- BBC2 Playhouse, als Unity Mitford (1 afl., 1981)
- Murder Is Easy (1982), als Bridget Conway
- The Hunchback of Notre Dame (1982), als Esmeralda
- The Last Days of Pompeii (1984), als Chloe
- Arch of Triumph (1985), als Joan Madou
- North and South (1985), als Madeline Fabray LaMotte
- North and South, Book II (1986), als Madeline LaMotte Main
- Indiscreet (1988), als Anne Kingston
- Ladykillers (1988), als Morganna Ross
- CBS Summer Playhouse, als Cassandra (1 afl., 1989)
- Night Walk (1989), als Geneva Miller
- CBS Schoolbreak Special, als Speaker (1 afl., 1989)
- Dallas, als Stephanie Rogers (8 afl., 1990)
- 1775 (1992), als Annabelle Proctor
- The Nanny, als Chloe Simpson (1 afl., 1994)
- Heaven & Hell: North & South, Book III (1994), als Madeline Main
- Family of Cops (1995), als Anna Novacek
- Beastmaster: The Eye of Braxus (1996), als Morgana
- Diagnosis Murder, als Catherine Windsor (1 afl., 1996)
- Young Hearts Unlimited (1998), als Barbara Young
- Sunset Beach, als Olivia Richards (348 afl., 1997-1999)
- You Belong to Me (2001), als Dr. Susan Chancellor
- The Perfect Wife (2001), als Helen Coburn
- Days of Our Lives, als Lady Sheraton (5 afl., 2001)
- The Bold and the Beautiful, als Jacqueline Payne Marone (2003-2012)

### Films
- All the Right Noises (1971), als Laura
- Assault (1971), als Tessa Hurst
- Countess Dracula (1971), als Ilona Nodosheen, de dochter van Elisabeth
- Scalawag (1973), als Lucy-Ann
- Brannigan (1975), als Luana
- The Pink Panther Strikes Again (1976), als Olga Bariosova
- A Little Night Music (1977), als Anne Egerman
- The Betsy (1978), als Lady Bobby Ayres
- The First Great Train Robbery (1979), als Miriam
- Hanover Street (1979), als Margaret Sellinger
- Rough Cut (1980), als Gillian Bromley
- Sphinx (1981), als Erica Baron
- Nomads (1986), als Flax
- Out of Control (1992), als Elaine Patterson
- Night Trap (1993), als Christine Turner
- Munchie Strikes Back (1994), als Linda McClelland
- Death Wish V: The Face of Death (1994), als Olivia Regent
- In the Heat of Passion, als Jean Bradshaw
- The Secret Agent Club (1996), als Eve
- Meet Wally Sparks (1997), als Hooker Nurse
- The King's Guard (2000), als Queen Beatrice
- The Meeksville Ghost (2001), als Emily Meeks
- 13th Child (2002), als District Attorney Murphy
- Today You Die (2005), bankmanager
- Seven Days of Grace (2006), als Lillian
- Mercenary for Justice (2006, niet op aftiteling), als nieuwslezeres